# Château de Lipsa
Le château de Lipsa (Schloß Lipsa) est un château baroque allemand situé à Lipsa (arrondissement de Haute-Forêt-de-Spree-Lusace) dans le sud du Brandebourg.

## Histoire
Lipsa faisait partie au XVe siècle de la seigneurie de Ruhland. Un château y est mentionné en 1680. C'est le comte Heinrich von Baudissin qui fait construire le château actuel en 1720. C'est un long bâtiment rectangulaire à un étage (deux étages au milieu) dont la façade est décorée de pilastres et dont le toit est mansardé. Un petit avant-corps au milieu est orné d'un fronton à la grecque soutenu par des pilastres entourant trois portes-fenêtres ouvrant sur un large balcon en terrasse qui se trouve au-dessus d'une avancée légèrement convexe s'ouvrant par cinq fenêtres à la française sur une terrasse avec un escalier donnant sur le parc.
Le château et ses terres deviennent la propriété du baron Ernst Christian August von Gersdorff en 1864 qui vend ensuite le domaine, ainsi que ceux de Jannowitz et de Hermsdorf au lieutenant Carl August Tölke. Le dernier propriétaire privé du domaine est Carl Maria von Eversfelde, exproprié par les communistes en 1945. Le château sert alors de maison de retraite jusqu'en 1990. Herbert Hillebrand, qui a fait fortune dans l'immobilier, l'achète en 1992. Sa fille Anna en est l'actuelle propriétaire. Le château peut être loué pour des réceptions et des mariages. Il est inscrit à la liste du patrimoine historique de la commune.

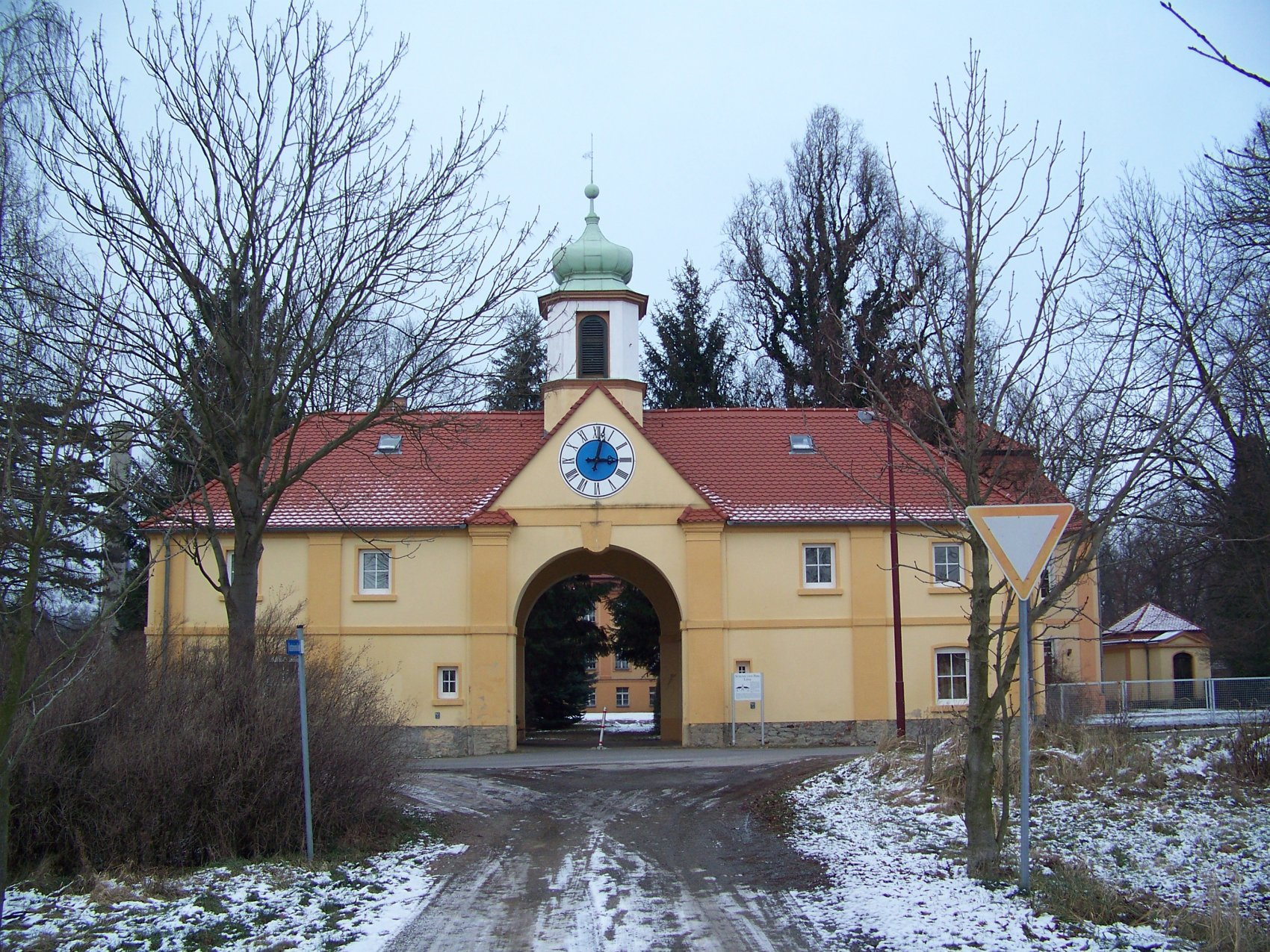
Entrée du château
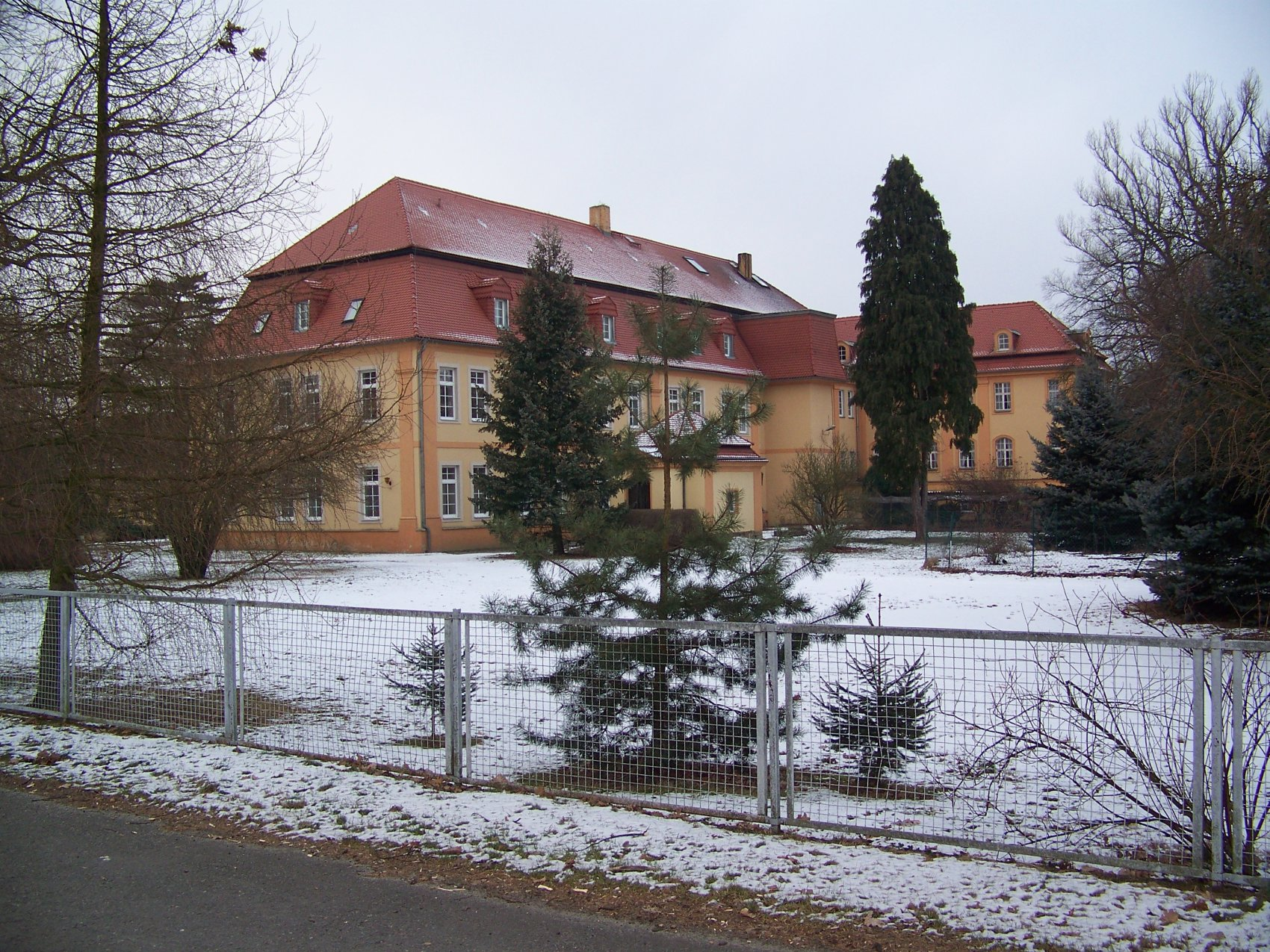
Vue de côté du château